# Episodi di Vita da strega (quarta stagione)
Questa voce contiene trame, dettagli e crediti dei registi e degli sceneggiatori della quarta stagione della serie televisiva Vita da strega. Questa stagione è l'ultima per il personaggio di zia Clara. Infatti l'attrice in quell'anno morì. E quindi si decise di non nominare più tale persona. 
Negli Stati Uniti, la serie andò in onda sulla ABC dal 7 settembre 1967 al 16 maggio 1968.
In italiano, parte della stagione fu trasmessa da Telemontecarlo tra il 23 marzo e il 24 aprile 1979.
| nº | Titolo originale                    | Titolo italiano                | Prima TV USA      | Prima TV Italia |
| -- | ----------------------------------- | ------------------------------ | ----------------- | --------------- |
| 1  | Long Live The Queen                 | Lunga vita alla regina         | 7 settembre 1967  | 23 marzo 1979   |
| 2  | Toys In Babeland                    | Il regno dei giocattoli        | 14 settembre 1967 | 24 marzo 1979   |
| 3  | Business, Italian Style             | Un affare di casa nostra       | 21 settembre 1967 | 25 marzo 1979   |
| 4  | Double, Double, Toil And Trouble    | Doppio inganno                 | 28 settembre 1967 | 26 marzo 1979   |
| 5  | Cheap, Cheap                        | L'avarizia di Darrin           | 5 ottobre 1967    | 27 marzo 1979   |
| 6  | No Zip In My Zap                    | Samantha è ammalata            | 12 ottobre 1967   | 28 marzo 1979   |
| 7  | Birdies, Bogeys And Baxter          | Darrin il campione             | 19 ottobre 1967   | 29 marzo 1979   |
| 8  | The Safe And Sane Halloween         | Gli amici di Tabatha           | 26 ottobre 1967   | 30 marzo 1979   |
| 9  | Out Of Sync, Out Of Mind            | Tilt per Samantha              | 2 novembre 1967   | 31 marzo 1979   |
| 10 | That Was No Chick, That Was My Wife | Viaggio a Chicago              | 9 novembre 1967   | 1º aprile 1979  |
| 11 | Allergic To Macedonian Dodo Birds   | L'allergia di Endora           | 16 novembre 1967  | 2 aprile 1979   |
| 12 | Samantha's Thanksgiving To Remember | Quello stregone di Darrin      | 23 novembre 1967  | 3 aprile 1979   |
| 13 | Solid Gold Mother-In-Law            | Una suocera d'oro              | 30 novembre 1967  | 4 aprile 1979   |
| 14 | My What Big Ears You Have           | Le bugie di Darrin             | 7 dicembre 1967   | 5 aprile 1979   |
| 15 | I Get Your Nanny, You Get My Goat   | La governante contestata       | 14 dicembre 1967  | 6 aprile 1979   |
| 16 | Humbug Not To Be Spoken Here        | Il signor Mortimer si redime   | 21 dicembre 1967  | 7 aprile 1979   |
| 17 | Samantha's Da Vinci Dilemma         | La visita di Leonardo Da Vinci | 28 dicembre 1967  | 8 aprile 1979   |
| 18 | Once In A Vial                      | Il filtro d'amore              | 4 gennaio 1968    | 9 aprile 1979   |
| 19 | Snob In The Grass                   | La vecchia cara Sheila         | 11 gennaio 1968   | 10 aprile 1979  |
| 20 | If They Never Met                   | Se non t'avessi conosciuto     | 25 gennaio 1968   | 11 aprile 1979  |
| 21 | Hippie, Hippie, Hooray              | Hippy hippy hurra              | 1º febbraio 1968  | 12 aprile 1979  |
| 22 | A Prince Of A Guy                   | Il principe azzurro            | 8 febbraio 1968   | 13 aprile 1979  |
| 23 | McTavish                            | Un fantasma cagionevole        | 15 febbraio 1968  | 14 aprile 1979  |
| 24 | How Green Was My Grass?             | Come era verde la mia erba     | 29 febbraio 1968  |                 |
| 25 | To Twitch Or Not To Twitch          | Magia o non magia              | 14 marzo 1968     | 16 aprile 1979  |
| 26 | Playmates                           | Compagni di giochi             | 21 marzo 1968     |                 |
| 27 | Tabitha's Cranky Spell              | La sfera di cristallo          | 28 marzo 1968     | 18 aprile 1979  |
| 28 | I Confess                           | Il sogno di Darrin             | 4 aprile 1968     |                 |
| 29 | A Majority Of Two                   | Il portafortuna                | 11 aprile 1968    | 22 aprile 1979  |
| 30 | Samantha's Secret Saucer            | Il disco volante               | 18 aprile 1968    |                 |
| 31 | The No-Harm Charm                   | Il signor Mishimoto            | 25 aprile 1968    |                 |
| 32 | Man Of The Year                     | L'uomo dell'anno               | 2 maggio 1968     |                 |
| 33 | Splitsville                         | Il corteggiatore di Gladys     | 16 maggio 1968    | 24 aprile 1979  |